# Захват боевиками Новолакского
Захват боевиками Новолакского — эпизод вторжения боевиков в Дагестан, произошедший 5—6 сентября 1999 года в Новолакском районе Дагестана. В ходе атаки ваххабитов, пришедших из Чечни, был захвачен административный центр Новолакского района — село Новолакское.

## Предыстория
Потерпев в августе поражение в Цумадинском и Ботлихском районах, ваххабиты Хаттаба и Басаева предприняли новую попытку вторжения в Дагестан. Операции ваххабиты присвоили наименование "Имам Гамзат-бек". На этот раз целью боевиков стал Новолакский район, значительную часть населения в котором составляли чеченцы-ауховцы. Планируя операцию, Басаев и Хаттаб рассчитывали на то, что главные силы российских войск втянуты в боевые действия на территории Кадарской зоны. Ставка делалась на быстроту действий и внезапность, и на первом этапе это принесло свои плоды.
В  Новолакском в момент вторжения боевиков несли службу 60 сотрудников Новолакского РОВД и отряд Липецкого ОМОНа численностью 25 человек. Бойцы ОМОНа были расквартированы в помещении спортзала при Доме культуры. С учётом напряжённой обстановки, сложившейся на границе Чечни и Дагестана в августе—сентябре 1999 года, командиром роты ОМОНа майором Сергеем Сковородиным была организована боевая служба. Были налажены связь и взаимодействие между спортзалом и РОВД, определены посты и секреты.

## Вход боевиков в Новолакское
Рано утром 5 сентября в Новолакское РОВД пришел сигнал от дозорных групп, что боевики продвигаются в глубь района. И дагестанские, и липецкие милиционеры сразу же вооружились и, когда прозвучали первые выстрелы боевиков, уже были на боевых позициях.
Передовая группа боевиков в ночь на 5 сентября скрытно сосредоточилась в сельской мечети. В её задачу входило уничтожение или блокирование до подхода основных сил ваххабитов ОМОНовцев и милиционеров в РОВД. В это же время на улице Новолакского боевиками был тяжело ранен командир взвода ОМОНа Алексей Токарев и захвачен в плен старший лейтенант медицинской службы Эдуард Белан. Его пытали, требуя назвать фамилии командиров, расположение боевых позиций ОМОНа. Потом, когда узнали, что он врач, пытались заставить оказывать помощь раненым бандитам. Но Эдуард отказался и отвечать на вопросы, и оказывать помощь раненым боевикам. Тогда его изуродовали и убили. 22 октября 1999 года Э. Белану было присвоено звание Героя Российской Федерации.
Основной огонь боевики сосредоточили на спортзале Дома культуры, где дислоцировались бойцы липецкого ОМОНа. Здание подверглось массированному обстрелу из стрелкового оружия и гранатомётов. Когда у липецких милиционеров стали заканчиваться боеприпасы, майор Сковородин принял решение о передислокации отряда в здание РОВД, на соединение с дагестанскими милиционерами. Забрав раненых, ОМОНовцы с боем стали прорываться из окружения. Однако боевикам удалось блокировать отряд на одной из улиц села. Тогда водитель ОМОНа, старший сержант Андрей Теперик, прикрывая товарищей, отвлёк огонь боевиков на себя и дал возможность остальным бойцам прорваться к зданию РОВД, но сам погиб в бою. Указом Президента Российской Федерации от 22 октября 1999 года старшему сержанту милиции Теперику Андрею Владимировичу посмертно присвоено звание Героя Российской Федерации.
Липецкие ОМОНовцы совместно с дагестанскими милиционерами заняли оборону в здании РОВД. Боевики предложили дагестанским сотрудникам РОВД покинуть село, обещая даже оставить им их оружие. Однако сотрудники Новолакского РОВД отказались оставлять липецких милиционеров одних. В это же время на высоте 715,3 ("телевышка") уже вели ожесточённый бой с ваххабитами 6 сотрудников Новолакского РОВД во главе с лейтенантом МВД Халидом Мурачуевым, посмертно удостоенным звания Героя России.
В ответ на отказ дагестанских милиционеров покинуть село боевики открыли шквальный огонь по зданию РОВД из всех видов оружия. Раненых милиционеров размещали на втором этаже. По рации сотрудники МВД делали запросы о присылки подкрепления. Бой в общей сложности продолжался около суток.

## Попытки деблокирования и прорыв из окружения
На помощь в село была послана бронегруппа из состава 22-й отдельной бригады особого назначения ВВ МВД "Кобра" в составе одного танка и двух БМП, но она не смогла пробиться к окруженным и была остановлена огнём боевиков.  Взвод дагестанских милиционеров, пытавшихся прорваться в заблокированный райотдел со стороны Хасавюрта, также был отброшен массированным огнём боевиков из всех видов оружия. В этой обстановке оставался один выход: пробиваться из окружения своими силами.
Майор милиции Сергей Сковородин и майор милиции Муслим Даххаев приняли решение выбираться самостоятельно. Согласно версии главкома внутренних войск (на тот момент времени) генерала В. Овчинникова, он лично занимался координацией минометного огня по вражеским позициям, для того чтобы предоставить окружённым омоновцам и милиционерам возможность пробиться из окружения. В то ж время другую версию выдвинулили непосредственные участники тех боев, она была опубликована в журнале «Солдат удачи» (№ 2 за 2001 год). В той статье содержалась версия бойцов липецкого ОМОНа о бое за Новолакское. По их словам, после предпринятой неудачной попытки деблокировать окруженных с помощью сформированной бронегруппы, их, по существу, бросили на произвол судьбы. Решение о прорыве из окружения они приняли самостоятельно, при этом никакого отвлекающего миномётного удара со стороны федеральных сил, по их словам, не проводилось. (В январе 2000 года генерал Овчинников освобождён от должности и отправлен в отставку.)
Новолакские милиционеры хорошо знали местность. Майор Муслим Даххаев с высокой долей вероятности определил, что боевики ждут их прорыва к своим через речку. Там, скорее всего, они и устроили засаду. Было принято решение прорываться в сторону Чечни и далее вдоль административной границы, к позициям федеральных сил. К 8 часам утра бойцы вышли к селу Новокули  — там уже были свои.

## Последствия
Всего в ходе боя с боевиками и при прорыве из блокированного села новолакские милиционеры потеряли 14 человек убитыми и 8 человек ранеными. У липецких омоновцев был убит один, а ранения получили шестеро. Врач Эдуард Белан все еще числился без вести пропавшим. Выяснить что-либо подробнее о судьбе Эдуарда Белана не удавалось до тех пор, пока в Дагестан не отправился командир липецкого ОМОНа подполковник Григорий Душкин с конкретной задачей: разобраться во всем на месте, вывезти оттуда раненых бойцов и тела погибших. Еще находясь в Махачкале, от одного из местных жителей Новолакского, очевидца трагедии, Григорий Душкин узнал, что врач Белан был зверски убит боевиками.  Погибшим омоновцам было присвоено звание Героев России посмертно. Еще 23 милиционера получили ордена Мужества и медали «За отвагу».
Одновременно с Новолакским боевиками были захвачены дагестанские сёла Чапаево, Шушия, Ахар, Новокули, Тухчар, Гамиях. Но уже 7 сентября 1999 г. боевики были остановлены федеральными войсками в 5 километрах города Хасавюрт. А 11 сентября Шамиль Басаев объявил о выводе исламских формирований из Новолакского района. Он заявил, что моджахеды вошли в Дагестан для того, чтобы помочь единоверцам в Кадарской зоне, а теперь, после поражения ополченцев, не имеет смысла продолжать боевые действия. 14 сентября федеральные силы восстановили контроль над селом Новолакское, крупномасштабная войсковая операция федеральных сил завершилась разгромом боевиков. Уже в октябре боевые действия были перенесены на территорию Чеченской республики Ичкерия. Началась вторая чеченская война.